# Agromyza hockingi
Agromyza hockingi är en tvåvingeart som beskrevs av Spencer 1969. Agromyza hockingi ingår i släktet Agromyza och familjen minerarflugor. Inga underarter finns listade i Catalogue of Life.